# Mai dire sì
Mai dire sì (Remington Steele) è una serie televisiva statunitense di genere giallo prodotta dal 1982 al 1987.

## Trama
(narrazione d'apertura)
La serie racconta le vicende di una investigatrice privata, Laura Holt (interpretata da Stephanie Zimbalist), che decide di aprire una agenzia investigativa tutta sua; agenzia che però non viene presa sul serio, in quanto "è diretta da una donna". Così, allo scopo di acquisire maggiore credibilità, Laura inventa "un abile principale maschio" dal nome, appunto, di Remington Steele.
Tutto sembra andare a meraviglia per Laura e i suoi collaboratori (Murphy Michaels e Berenice Fox), finché un giorno, un misterioso personaggio (interpretato da Pierce Brosnan) non tenterà di rubare delle pietre preziose che Laura era incaricata di proteggere.
L'uomo, capito il gioco dell'investigatrice, rinuncia al furto e, affascinato dalla donna, decide a sua insaputa di interpretare il ruolo del capo.
Il personaggio centrale della serie, Remington Steele, in primis ricopre un ruolo di facciata all'interno dell'agenzia, declinando a Laura e ai suoi collaboratori gli incarichi lavorativi, ma progressivamente "prende le sembianze" di questo uomo di fantasia e acquisisce sempre più dimestichezza e interesse verso l'attività lavorativa.
Il suo vero nome non si saprà mai, in quanto lo stesso personaggio non lo sa davvero e non farà in tempo a chiederlo nemmeno al padre ritrovato in punto di morte alla fine della serie (personaggio di Daniel Chalmers interpretato dal Efrem Zimbalist Jr., padre reale di Stephanie Zimbalist), sebbene questi, un abile truffatore che gli era ugualmente rimasto vicino, facendogli da mentore, lo chiamasse Harry. Steele era un fan accanito di Humphrey Bogart: girava con 5 passaporti di 5 nazionalità differenti con 5 nominativi diversi, tutti che si rifacevano a personaggi interpretati da Bogart.
I 5 passaporti erano: Michael O'Leary, Irlanda, tratto da Tramonto (Dark Victory) del 1939; Richard Blaine, Australia, tratto da Casablanca del 1942; Douglas Quintaine, Inghilterra, tratto da Ed ora... sposiamoci! (Stand-In); Paul Fabrini, Italia, tratto da Strada maestra (They Drive by Night) del 1940; Jacques Murell, Francia, tratto da Carovana d'eroi (Virginia City) del 1940.

## Personaggi
- Remington Steele: È il protagonista dello show. Ha una innata propensione a truffa e inganno che però mette al servizio dell'agenzia (la maggior parte delle volte). È inoltre un ladro esperto. Ha una conoscenza molto vasta della filmografia americana. In quasi ogni episodio cita un film (titolo, attori, produttore, anno di produzione e trama) che, in un modo o nell'altro, hanno a che fare con la situazione contingente.
- Laura Holt: È la coprotagonista dello show. È dotata di intuito e professionalità che sfrutta per risolvere i casi che si presentano.
- Mildred Krebs: Ispettore del fisco diventa segretaria dell'agenzia nella seconda stagione. Diventa immediatamente simpatica e necessaria grazie alle sue conoscenze sulla contabilità e la capacità di usare il computer. Non di rado la sua partecipazione è decisiva per risolvere i casi.
- Murphy Michaels: un buon investigatore che lavora per anni con Laura Holt. All'inizio della seconda stagione apre un'agenzia per conto suo.
- Bernice Fox: segretaria della prima stagione. Un po' svampita ma simpatica. All'inizio della seconda stagione scappa con un musicista.
- Tony Roselli: personaggio avventuroso e in grado di rivaleggiare con Remington Steele per abilità e destrezza. Presente solo nell'ultima stagione.
- Daniel Chalmers: mentore di Remigton Steele che conosce fin da ragazzo. Compare più volte nella serie chiedendo aiuto al suo ex-allievo per organizzare un qualche tipo di inganno.
- Norman Keyes: l'unico antagonista ricorrente. È un detective molto dotato che lavora per le assicurazioni. Capisce quasi subito che Remington Steele nasconde qualcosa.

## Programmazione
La serie è andata in onda per la prima volta su Rete 4 a partire dal 25 marzo 1984. In seguito è stata trasmessa da Canale 5 (dall'8 agosto 1989), da Italia 1 (dal 18 febbraio 1991), da Rai 1 (dal 31 maggio 1999), da LA7 (dal 20 marzo 2006) e da Fox Retro (dal 16 agosto 2011). A partire dal 23 aprile 2020, la serie è in streaming su Prime Video di Amazon. e dal 13 gennaio 2023 è disponibile in streaming su Pluto TV un canale interamente dedicato alla serie.

## Episodi
| Stagione         | Episodi | Prima TV originale | Prima TV Italia |
| ---------------- | ------- | ------------------ | --------------- |
| Prima stagione   | 22      | 1982-1983          | 1984            |
| Seconda stagione | 22      | 1983-1984          | 2008            |
| Terza stagione   | 22      | 1984-1985          | 2008            |
| Quarta stagione  | 22      | 1985-1986          | 2023            |
| Quinta stagione  | 6       | 1987               | 2023            |